# Zatvor Spandau
Zatvor Spandau, ime kompleksa kaznionice u kojoj su nacisti osuđeni na procesu u Nürnbergu. 7 nacista boravilo je u njemu. Funk, Neurath i Raeder su izašli prije kraja kazne. Iz zatvora 1956. izlazi Dönitz, a 1966. Schirach i Speer.
Zadnji nacist koji je do kraja svog života ostao unutra bio je Rudolf Hess. Bio je smješten u četvrti Spandau. Nakon Hessova samoubojstva 1987.  kompleks je demoliran i razrušen da ne bi postao neonacističko svetište.